# 韦西哈
韦西哈，是西班牙安达卢西亚自治区阿尔梅里亚省的一个市镇。 总面积19km2, 总人口553人（2001年），人口密度29人/km2。